# Morro Dois Irmãos (Río de Janeiro)

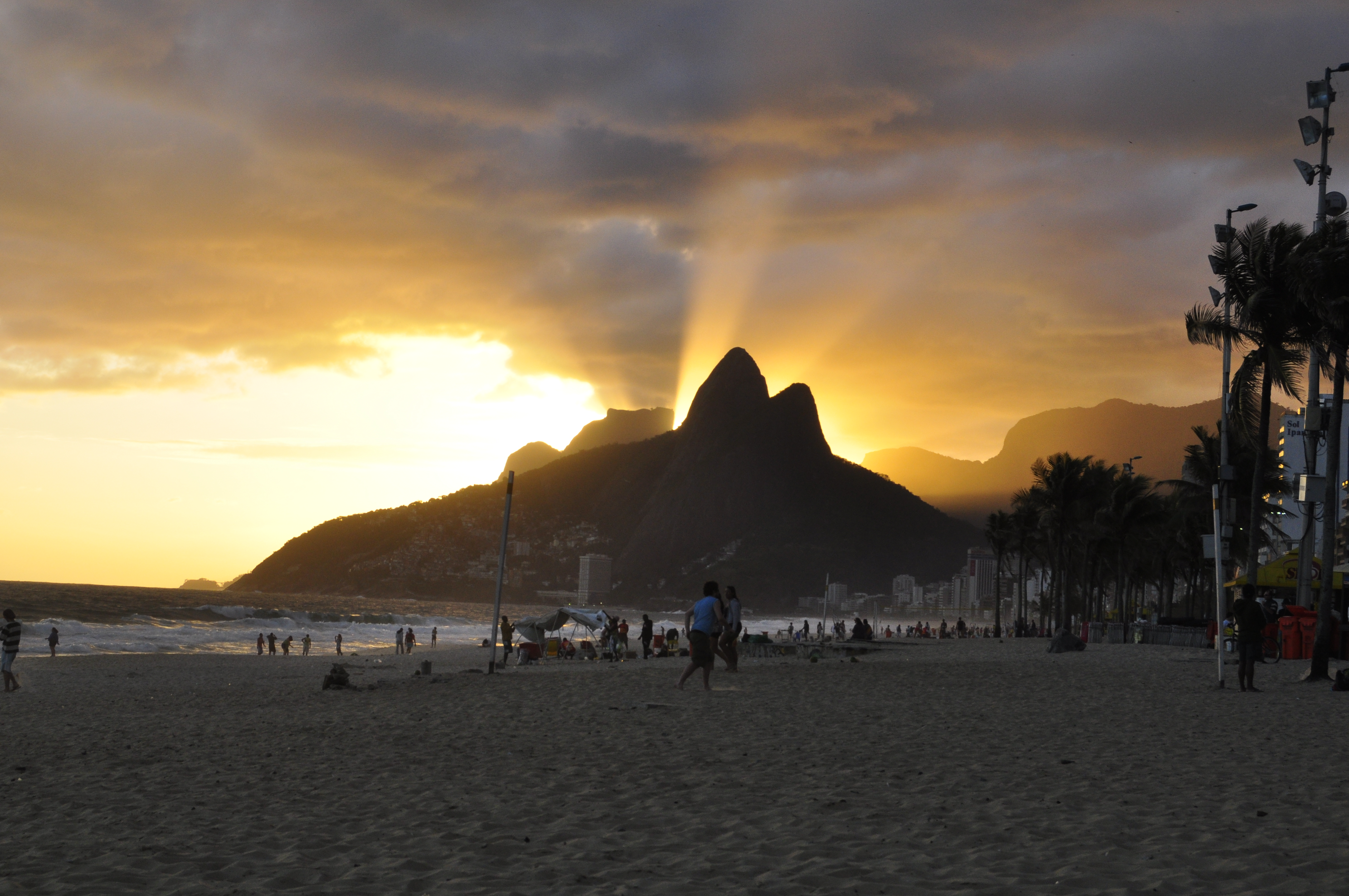
El morro Dois Irmãos visto desde la playa de Ipanema

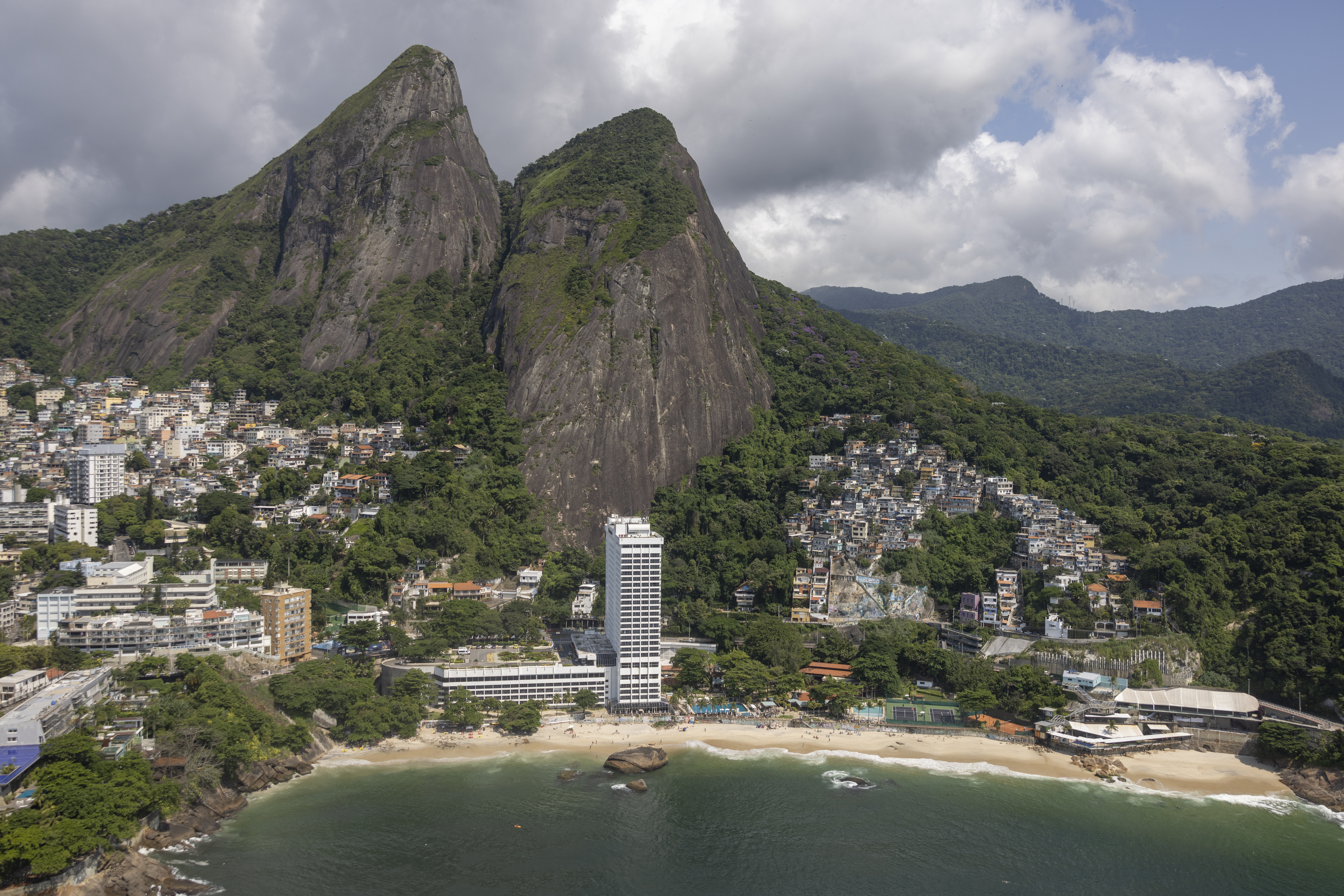
Vista aérea de la playa del Vidigal y el morro Dos Hermanos de Río de Janeiro (Brasil)

El morro Dois Irmãos es una formación rocosa en el barrio de Vidigal, en Río de Janeiro (Brasil). Su cima se encuentra a 533 m s. n. m., es más alto que el Pan de Azúcar (395 m) pero inferior al Corcovado (704 m). Se puede recorrer mediante un sendero de 1,5 km de extensión. También en el parque se encuentran una escultura firmada por Oscar Niemeyer y un monumento dedicado por Air France en homenaje a las víctimas del vuelo AF-447.
El morro atrae a turistas que desean seguir el camino que conduce a su cima. Desde la misma es posible ver toda la extensión de las playas de Leblon, Ipanema y Copacabana, la laguna Rodrigo de Freitas, el barrio Gávea, el Cristo Redentor, la comunidad de Rocinha y el barrio de São Conrado. El acceso al sendero se sitúa próximo al Campo de Vidigal y al Anfiteatro Villa Olímpica y el trayecto hasta la cima se realiza en unos 50 minutos de caminata en promedio.

## Historia
En su entorno fue creado, en 1992, el parque natural Municipal do Penhasco Dois Irmãos, que ocupa un área de 39,55 hectáreas. Los terrenos circundantes, que habían sido utilizados en los siglos XV y XVI para pastoreo y cultivo y luego tranformados en campos de caña de azúcar hacia el siglo XIX, fueron loteados para la ocupación urbana en la década de 1930. Las casas y los edificios construidos en la región dieron origen a lo que se conoce como Alto Leblon. Desde 2011 el parque es autosuficiente energéticamente gracias a la instalación de paneles de energía solar.

## Fauna y flora
La vegetación del parque incluye especies en peligro de extinción, entre ellas orquídeas como la orquídea das pedreiras, el antúrio das pedras y la velózia branca, así como diversos tipos de bromelias. El área está habitada por el tití de pincel negro (Callithrix penicillata), ardillas (Sciurus vulgaris), zorrillos (Mephitidae), murciélagos (Microchiroptera), así como por aves, como el coruja orelhuda (Asio clamator), el gavilán pollero (Buteo magnirostris), el pica-pau do campo (Colaptes campestris) y mariposas como la Morpho helenor y la Morpho peleides.

## Cultura popular
El pico fue citado por Chico Buarque en la canción Morro Dois Irmãos y también por Antônio Cícero en la letra de Virgem, de Marina Lima.